# تپه اطراف شهر سوخته ۲۷۵
تپه اطراف شهر سوخته ۲۷۵ در شهرستان زابل، بخش شیب آب، دهستان لوتک، روستای حومه شهر سوخته، ۱۴/۳ کیلومتری جنوب غرب پایگاه باستان‌شناسی شهر سوخته واقع شده و این اثر در تاریخ ۲۸ اسفند ۱۳۸۵ با شمارهٔ ثبت ۱۸۹۸۹ به‌عنوان یکی از آثار ملی ایران به ثبت رسیده است.